# Mohamed Lahna
Mohamed Lahna, né le 11 mars 1982 à Casablanca est un triathlète handisport américano-marocain, triple champion d'Afrique de paratriathlon PT2 (2008, 2015, 2016). Il représente le Maroc dans les compétitions internationales jusqu'aux Jeux paralympiques d'été de 2016, où il est médaillé de bronze. Il concourt ensuite sous la bannière neutre de la Fédération internationale de triathlon jusqu'en septembre 2019 où il acquit la nationalité sportive américaine.

## Biographie
Mohamed Lahna né sans son fémur droit découvre le cyclisme à l'âge de 20 ans, avec l'arrivée de sa première prothèse en 2002. Il participe aux championnats du monde d'Ironman à Kailua-Kona en 2014, où il prend la deuxième place de la catégorie dédiée au triathlète handisport Physically Challenged et reçoit la médaille de bronze aux Jeux paralympiques de Rio en 2016.

## Palmarès
Le tableau présente les résultats les plus significatifs (podium) obtenus sur le circuit international de paratriathlon depuis 2008,.
| Année | Compétition                                      | Pays           | Position           | Temps                   |
| ----- | ------------------------------------------------ | -------------- | ------------------ | ----------------------- |
| 2023  | Championnats panaméricains de paratriathlon PTS2 | États-Unis     | Médaille d'argent  | 1 h 7 min 10 s          |
| 2023  | Championnats du monde de paratriathlon PTS2      | Espagne        | Médaille d'argent  | 1 h 6 min 20 s          |
| 2022  | Championnats panaméricains de paratriathlon PTS2 | États-Unis     | Médaille d'argent  | 1 h 16 min 29 s         |
| 2018  | Championnats panaméricains de paratriathlon PTS2 | États-Unis     | Médaille de bronze | 1 h 8 min 9 s           |
| 2017  | Championnats panaméricains de paratriathlon PTS2 | États-Unis     | Médaille d'argent  | 1 h 12 min 44 s         |
| 2016  | Championnats d'Afrique de paratriathlon PT2      | Afrique du Sud | Médaille d'or      | 1 h 20 min 11 s         |
| 2016  | Jeux paralympiques de Rio PT2                    | Brésil         | Médaille de bronze | 1 h 12 min 35 s         |
| 2016  | ITU Series PT2 - Étape de Buffalo City           | Afrique du Sud | Médaille d'argent  | 1 h 15 min 52 s         |
| 2015  | Championnats d'Afrique de paratriathlon PT2      | Égypte         | Médaille d'or      | 1 h 17 min 34 s         |
| 2015  | ITU Series PT2 - Étape d'Edmonton                | Canada         | Médaille d'or      | 1 h 15 min 8 s          |
| 2015  | ITU Series PT2 - Étape de Yokohama               | Japon          | Médaille d'argent  | 1 h 15 min 24 s         |
| 2014  | Physically Challenged (Ironman)                  | États-Unis     | Médaille d'argent  | 13 h 19 min 41 s        |
| 2013  | ITU Series TR2 - Étape d'Edmonton                | Canada         | Médaille d'or      | 1 h 18 min 38 s         |
| 2013  | ITU Series TR2 - Étape de San Diego              | États-Unis     | Médaille d'argent  | 1 h 23 min 51 s         |
| 2011  | Championnats du monde de paratriathlon TR2       | Chine          | Médaille d'argent  | 1 h 25 min 45 s         |
| 2008  | Championnats d'Afrique de paratriathlon PT2      | Tunisie        | Médaille d'or      | Timing[réf. nécessaire] |

## Autres
- 2013 : Marathon des Sables[6]
- 2010 : Traversée du détroit de Gibraltar à la nage[6]